# Make It wit Chu
Make It wit Chu è un singolo del 2007, il secondo estratto dall'album Era Vulgaris del gruppo musicale Queens of the Stone Age.

## Descrizione
La canzone, originariamente pubblicata nei The Desert Sessions per la Rekords Rekords con il nome I Wanna Make it wit Chu, e cantata in duetto da Joshua Homme e PJ Harvey, nel successivo album della band compare con il nome abbreviato e cantata dal solo Homme.
Il titolo (le cui parole ricorrono durante il ritornello) costituisce la trascrizione di come si pronuncia la frase I Want to Make it With You in lingua inglese (letteralmente Voglio farlo con te).
La canzone è presente nella tracklist del gioco Guitar Hero 5.